# Fotorreceptor
En general, un fotorreceptor es un mecanismo capaz de convertir la energía óptica de la luz que incide sobre una superficie sensora en energía eléctrica, mediante un proceso que se denomina transducción.
En la naturaleza, los fotorreceptores son células fotosensibles, tanto en animales como en vegetales, que permiten la visión. Las células fotorreceptoras del sistema visual de los vertebrados son diferentes a los sistemas visuales de otros animales como los insectos o los moluscos. 
También hay fotorreceptores electrónicos, que son componentes electrónicos que detectan la luz.
Permite recibir los estímulos provenientes de la intensidad de luz, es decir, la intensidad lumínica. Gracias a esto tenemos una rápida reacción en las neuronas motoras.

## Sistema visual humano

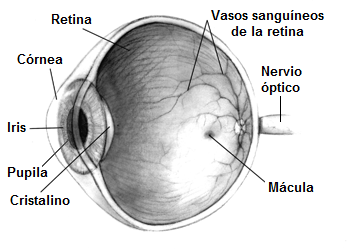
Partes del ojo humano

En el sistema visual humano, los fotorreceptores se localizan en la retina. Existen tres tipos diferentes: los conos, los bastones y las células ganglionares intrínsecamente fotosensibles (ipRGCs). El sistema visual humano se divide en las siguientes partes:
- Córnea: Es la membrana que da forma al ojo.
- Humor acuoso: Líquido que se encuentra entre la córnea y la lente del ojo.
- Pupila: Centro del iris.
- Cristalino: Enfoca las imágenes de la retina.
- Humor vítreo: Llena el interior del ojo.
- Retina: Convierte las imágenes en señales neurológicas.

Funciones de los conos:

Bastón y cono

- Proporcionan información de color.
- Los hay sensibles al rojo, al verde y al azul (RGB).
- Aportan la versión espacial, es decir, cada cono tiene una conexión directa al cerebro.
- Son solo sensibles con altos niveles de iluminación (fenómeno conocido con el nombre de visión fotópica). Con baja iluminación no se distinguen los colores.

Funciones de los bastones:
- Proporcionan información del brillo.
- Aportan la visión cuando hay bajos niveles de iluminación (Visión escotópica).
- No aportan información espacial.
- Varios bastones comparten la misma fibra en el nervio óptico. Efecto de “inhibición lateral”.
- Hay unos 100 millones en la retina.

Funciones de las células ganglionares intrínsecamente fotosensibles (ipRGC):
- Enviar información lumínica al principal reloj biológico del cerebro para el ajuste de los ritmos circadianos a la luz ambiental.
- Regular ritmos de sueño y despertar.
- El tamaño de la pupila.
- La secreción de la hormona melatonina por la glándula pineal.

### Fenómenos visuales
Los siguientes fenómenos están relacionados con la variación de iluminación:

#### Bajos niveles de iluminación
Hay un desplazamiento de la curva de sensibilidad de brillo.
A más bajos niveles trabajan más los bastones en el ojo, los conos dejan de trabajar y debido a esto el color no es apreciado, únicamente algunas zonas del azul y el verde.

#### Enmascaramiento visual espacial
Reducción visual de un estímulo cuando en su entorno hay grandes variaciones de luminancia.

#### Enmascaramiento visual temporal
Gran pérdida de resolución espacial cuando hay cambio en las escenas.

## Componente electrónico

### Definición
Sensor de estado sólido que convierte la energía solar en energía eléctrica, generando habitualmente una fotocorriente a su salida. La incidencia de fotones de una determinada energía provoca la transición de electrones de la banda de valencia a la banda de conducción. 
El fotorreceptor es un componente esencial de cualquier sistema de comunicaciones ópticas y uno de los elementos críticos en lo que se refiere a prestaciones.

### Tipos
Dentro de la categoría de detectores fotónicos podemos encontrar una gran variedad de dispositivos, cada uno de ellos presentará unas características particulares.

#### Fotoconductor

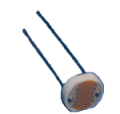
Fotoresistencia

El fotoconductor, o fotorresistencia es aquel que cambia su resistencia eléctrica debido a la exposición de la energía radiante que llega a ellos. La resistencia que genera varía en función de la luz que incide sobre su superficie. A mayor intensidad de luz que incida en la superficie de este, menor será su resistencia y a menor luz que incida mayor será la resistencia. Se puede encontrar en las impresoras láser, donde hace de puente entre el haz del láser al núcleo del tambor, creando una imagen electroestática sobre este último del material a imprimir. Además, modulando la intensidad del láser, se puede controlar con gran precisión el tono de la imagen que finalmente será impresa.

#### Fotodiodo

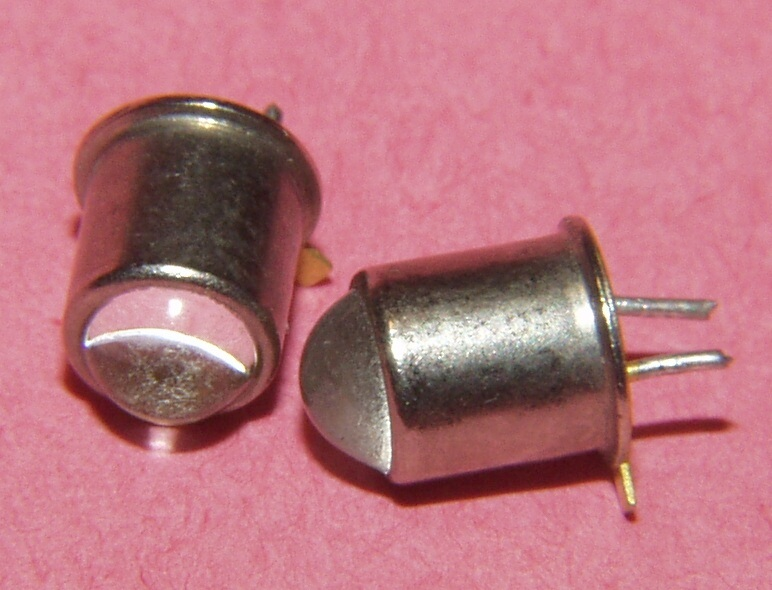
Fotodiodo

El fotodiodo es un semiconductor sensible a la luz visible o infrarroja dependiendo de su material de fabricación. Los diodos tienen un sentido normal de circulación de corriente, que se llama polarización directa. En ese sentido el diodo deja pasar la corriente eléctrica y prácticamente no lo permite en el inverso: es la base del funcionamiento de un diodo. Pero en el fotodiodo la corriente que está en funcionamiento (y que varía con los cambios de la luz) es la que circula en sentido inverso al permitido por la juntura del diodo. Se producirá un aumento de la circulación de corriente cuando el diodo es excitado por la luz. Un ejemplo de utilización del fotodiodo es el necesario para cambiar de canal con el mando distancia de un televisor. El mando envía una señal infrarroja y el fotodiodo la capta.

#### Fototransistor

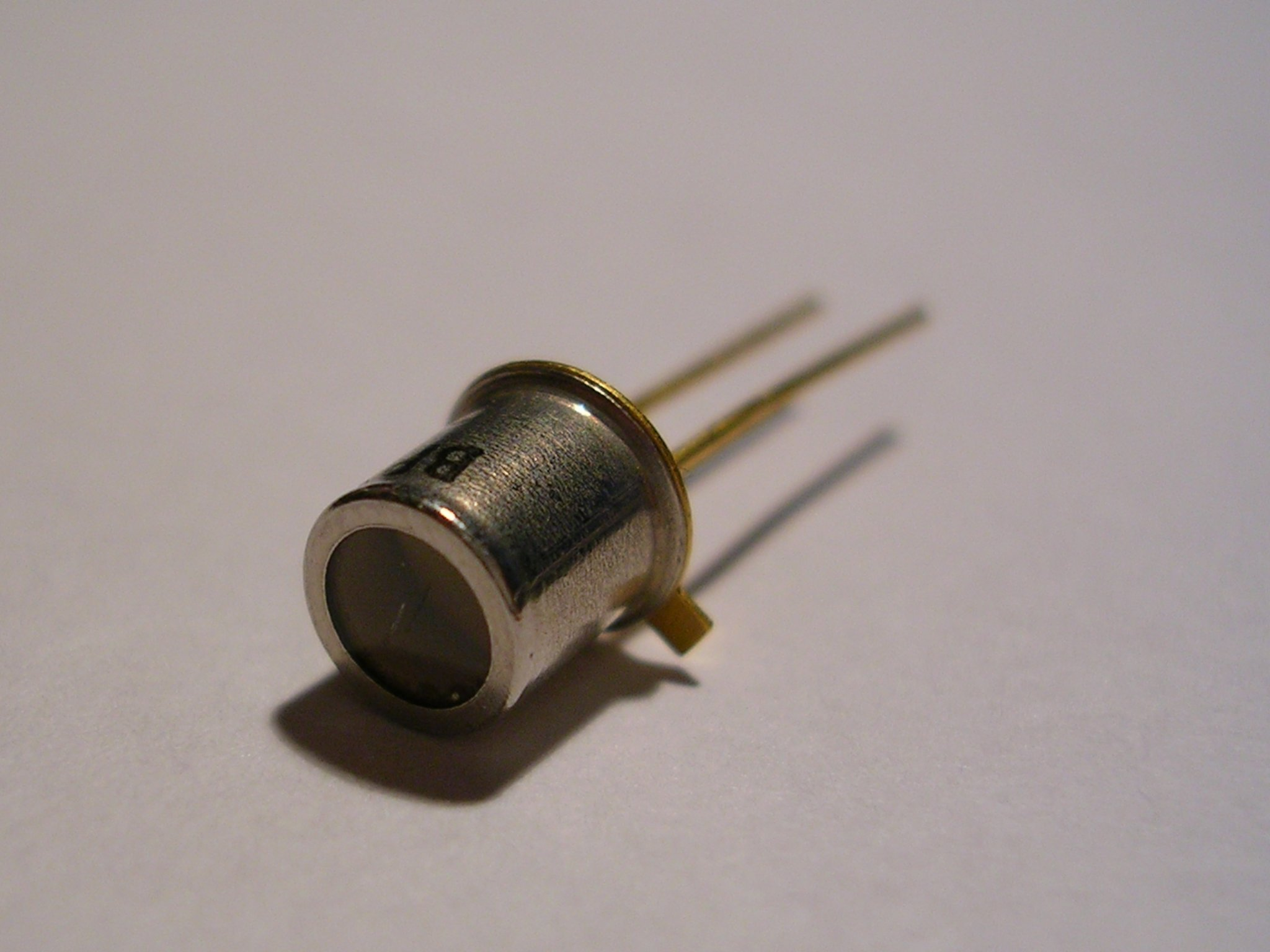
Fototransistor

El fototransistor es un transistor sensible a la luz, normalmente infrarrojos. El fototransistor es más sensible que el fotodiodo por el efecto de ganancia propia del transistor. La diferencia más notable en la estructura de un fototransistor, es la cápsula del fototransistor, que es transparente o totalmente transparente, así es sensible a la luz.
El fototransistor conduce más o menos corriente del colector cuando incide más o menos luz sobre sus junturas. Existen dos versiones de fototransistores: de transmisión y de reflexión. Igual que el fotodiodo, el fototransistor tiene un tiempo de respuesta muy corto, responden a cambios de luz muy rápidos, pero este, entrega variaciones mucho mayores de corriente, debido a una amplificación que el fotodiodo no tiene.
Los fototransistores pueden ser utilizados en lectores de cinta, tarjetas perforadas, en sensores de proximidad, etc.